# Stade George-V
Le stade George-V est un stade de football de Maurice. Il est situé à Curepipe et dispose d'une capacité de 6 200 personnes. Il s'agit du stade hôte de l'équipe de Maurice de football, ainsi que des clubs Curepipe Starlight et AS de Vacoas-Phoenix.

## Histoire
La Mauritius Sport Association décide en 1954 de construire le premier stade moderne de l'île sur le terrain du stade Barry loué par le conseil municipal de Curepipe. Construit par la compagnie Jacques Noël, qui reçoit 80 % des recettes, le stade, inauguré en 1955, reçoit alors toutes les rencontres du championnat ainsi que les matchs internationaux. Il peut alors accueillir 20 000 spectateurs lors de certains derbys.
En novembre 2002, des travaux d'un montant de 125 millions de roupies sont engagés pour rénover le stade en vue de l'accueil des Jeux des îles de l'océan Indien 2003. Les travaux, qui coûtent finalement 135 millions de roupies, portent sur la couverture des premières et troisièmes tribunes, la capacité de l'équipement est de 6 200 places pouvant être portée à 10 000 dans le futur. Le 9 août 2003, le stade rénové est inauguré par le premier ministre Anerood Jugnauth et il accueille ses premières compétitions de football le 28 août lors d'une rencontre entre Madagascar et les Seychelles.
La pelouse n'étant plus équipée de drains à la suite des travaux de rénovation, le stade se révèle alors souvent impraticable les jours de pluie. En 2009, les travaux de réfection de la pelouse et du système de drains débutent, des projecteurs doivent être également installés pour une mise aux normes internationales du stade,. Ces travaux durent pendant deux et demi et l'enceinte est de nouveau opérationnelle en avril 2012. Elle change également de nom et s'appelle désormais le Ram Ruhee National Stadium en mémoire du fondateur du comité olympique mauricien mort en 2008.

## Structure et équipements
La capacité du stade est de 6 200 places. Il comprend une tribune première de 4 000 places le long de la rue de Barry et une tribune troisième de 2 200 places le long du boulevard Victoria.

## Utilisations
Le stade accueille les rencontres de l'équipe de Maurice de football, ainsi que des clubs Curepipe Starlight et AS de Vacoas-Phoenix. Des rencontres de rugby à XV de l'équipe nationale se disputent également dans l'enceinte.
Les cérémonies d'ouverture et de clôture des Jeux des îles de l'océan Indien 1985 se déroulent dans cette enceinte ainsi que les rencontres du tournoi de football des jeux 1985 et 2003.